# Göstrup

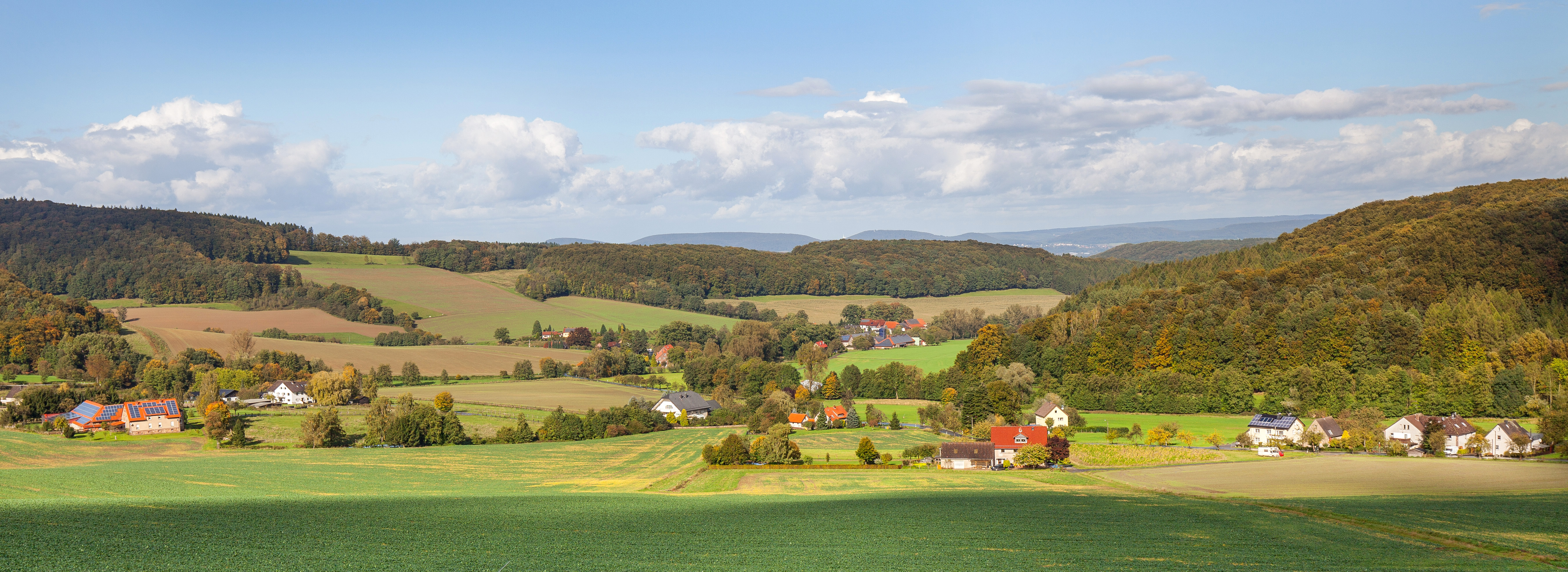
Göstrup, Ansicht von Süden. Links der Buntenberg, rechts der Meiersberg

Göstrup ist eine Ortschaft in Ostwestfalen-Lippe und mit 182 Einwohnern (Stand 31. Dezember 2023) der kleinste Ortsteil der Gemeinde Extertal im Kreis Lippe in Nordrhein-Westfalen.

## Lage und Beschreibung
Der Ort liegt im Westen der durch das Lemgo-Gesetz neu gegründeten Gemeinde Extertal im südlichen Weserbergland links der Weser und war bis dahin eine eigenständige Gemeinde. Er liegt auf einer Höhe zwischen etwa 150–334,4 Metern über Normalnull. Östlich des Ortes beim benachbarten Ortsteil Nalhof befindet sich der Flusslauf der Exter, die der heutigen Gemeinde den Namen gab. 
 Bösingfeld, der Hauptort der Gemeinde, befindet sich etwa sechs Kilometer südöstlich, Rinteln zehn Kilometer nördlich und Lemgo zwölf Kilometer südwestlich (alle Angaben in Luftlinie gemessen).

## Geschichte
Von der frühgeschichtlichen Besiedlung der Gegend zeugt heute unter anderem ein Hügelgrab auf dem „Meiers Berg“. Auf dem Buntenberg befinden sich Reste von Stein- und Erdwällen, deren Ursprung aber bisher nicht genauer archäologisch untersucht wurde. 1383 wurde Göstrup als Ghossinctorpe erstmals schriftlich erwähnt. Nach zeitweiser Wüstwerdung wird der Ort vor 1507 wieder besiedelt.

### 20. Jahrhundert
Am 1. Januar 1969 wurde die bis dahin selbständige Gemeinde Göstrup in die neue Gemeinde Extertal eingegliedert.

### Ortsname
Neben der Ersterwähnung als Ghossinctorpe (1383) sind für Göstrup im Laufe der Jahrhunderte folgende Schreibweisen ebenfalls belegt: Gosinctorpe (1384), Gotzynctorpe (1465, im Möllenbecker Güterverzeichnis), Gosentorpp (1470/71), Gossendorp (1480), Godestorp (1484…1495), Gosintorp (1507, im Landschatzregister), Goessentroppe (1535, im Landschatzregister), Gossentrup (1545, im Landschatzregister), Gösendorffe (1570), Gostorff (1590, im Landschatzregister), Göstrup (1610, im Lemgoer Bürgerbuch), Goistrup (1614/15, in den Salbüchern), Goistörpf (1618, im Landschatzregister) sowie Geustrup (1758).

### Einwohnerentwicklung
| Jahr      | 1860 | 1939 | 1962 |
| Einwohner | 279  | 266  | 301  |
| --------- | ---- | ---- | ---- |

## Infrastruktur
Durch den Ort führt die Landesstraße NRW 957, die eine Verbindung der Bundesstraße 238 mit der Extertalstraße herstellt. Diese (Landesstraße NRW 758) geht an der Landesgrenze zwischen Nordrhein-Westfalen und Niedersachsen zwischen Silixen und Krankenhagen in die Landesstraße L 435 (Niedersachsen) über und verbindet die Städte Barntrup und Rinteln durch das Extertal. Fast parallel zur Straße verläuft auch die heute nur noch touristisch genutzte Extertalbahn. In Almena, Fütig und Nalhof befanden sich Bahnstationen bzw. Haltepunkte.
Heute spielen weder die Land- und Forstwirtschaft noch der Tourismus eine wirtschaftlich nennenswerte Rolle. 
Eine Sehenswürdigkeit in der Nachbarschaft ist die Musikburg Sternberg, die südlich zum Ortsteil Asmissen gehört und bei der Ortslage „Linderhofe“ liegt.